# Частица нанопорошка
Частица нанопорошка (англ. particle of the nanopowder или nanopowder particle) — индивидуальная составная часть сыпучего тела, состоящая из нанообъектов или являющаяся таковым, которая может быть инструментально выделена или различима.

## Описание
Частицы нанопорошка могут являться как наночастицами, так и наноструктурированными частицами, представляющими собой прочные агломераты нанокристаллитов, имеющими произвольную форму, и размером, который может превышать 100 нм. Механические, и в первую очередь, прочностные свойства таких частиц, как правило, не хуже аналогичных характеристик компактного материала того же состава. 
Объединения частиц нанопорошка друг с другом, агрегаты, могут обладать худшими механическими свойствами, чем у компактного вещества.